# Sigarette (Neffa)
Sigarette è un singolo del cantautore italiano Neffa, pubblicato il 5 giugno 2015 come primo estratto dall'ottavo album in studio Resistenza.

## Descrizione
Quarta traccia dell'album, il brano fa riferimento nel testo alla fine dell'amore con la cantante Nina Zilli.
Il brano è stato uno dei singoli più trasmessi dalle radio nell'estate 2015.

## Tracce
1. Sigarette – 3:03

## Classifiche
| Classifica (2015) | Posizione massima |
| ----------------- | ----------------- |
| Italia            | 74                |